# Bahrajn na letnich igrzyskach olimpijskich
Reprezentacja Bahrajnu na letnich igrzyskach olimpijskich po raz pierwszy wystartowała podczas igrzysk w Los Angeles w 1984 roku. Wtedy to wystartowało 2 zawodników.
Jak dotąd reprezentanci Bahrajnu zdobyli osiem medali. Pierwszą medalistką została lekkoatletka Maryam Yusuf Jamal w biegu na 1500 metrów podczas igrzysk w Londynie.

## Klasyfikacja medalowa
| Miejsce             | Złoto | Srebro | Brąz | Razem |
| ------------------- | ----- | ------ | ---- | ----- |
| 1984 Los Angeles    | 0     | 0      | 0    | 0     |
| 1988 Seul           | 0     | 0      | 0    | 0     |
| 1992 Barcelona      | 0     | 0      | 0    | 0     |
| 1996 Atlanta        | 0     | 0      | 0    | 0     |
| 2000 Sydney         | 0     | 0      | 0    | 0     |
| 2004 Ateny          | 0     | 0      | 0    | 0     |
| 2008 Pekin          | 0     | 0      | 0    | 0     |
| 2012 Londyn         | 0     | 0      | 1    | 1     |
| 2016 Rio de Janeiro | 1     | 1      | 0    | 2     |
| 2020 Tokio          | 0     | 1      | 0    | 1     |
| 2024 Paryż          | 2     | 1      | 1    | 4     |

## Medaliści letnich igrzysk olimpijskich z Bahrajnu

### Złote medale
- Rio de Janeiro 2016
lekkoatletyka – bieg na 3000 m z przeszkodami kobiet, Ruth Jebet
- Paryż 2024
lekkoatletyka – bieg na 3000 m z przeszkodami kobiet, Winfred Yavi
- Paryż 2024
zapasy – mężczyźni kategoria do 97 kg, Akhmed Tazhudinov

### Srebrne medale
- Rio de Janeiro 2016
lekkoatletyka – maraton kobiet, Eunice Kirwa
- Tokio 2020
lekkoatletyka – bieg na 10 000 m kobiet, Kalkidan Gezahegne
- Paryż 2024
lekkoatletyka – bieg na 400 m kobiet, Salwa Eid Naser

### Brązowe medale
- Londyn 2012
lekkoatletyka – bieg na 1500 metrów kobiet, Maryam Yusuf Jamal
- Paryż 2024
podnoszenie ciężarów – + 102 kg mężczyzn, Gorr Minasjan